# Бронепалубные крейсера типа «Виктория Луизе»

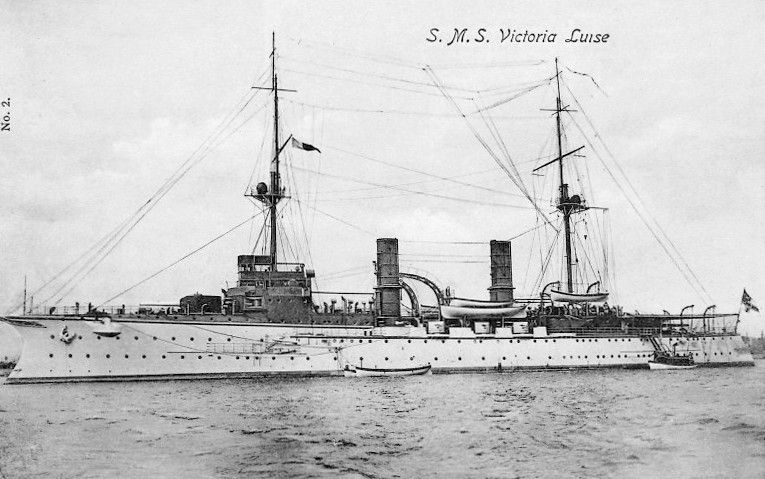
«Виктория Луизе» после модернизации.

Бронепалубные крейсера типа «Виктория Луизе» — тип немецких «больших крейсеров» (нем. Großer Kreuzer), ставшим переходным от бронепалубных крейсеров к броненосным. Создавались как универсальные корабли. Всего построено 5 единиц: «Виктория Луизе» (нем. Victoria Louise), «Герта» (нем. Hertha), «Фрейя» (нем. Freya), «Винета» (нем. Vineta), «Ганза» (нем. Hansa).

## Проектирование
Проект разрабатывался в условиях неопределённости, когда была неясна сама концепция дальнейшего развития флота. Поэтому тип «Виктория Луизе» попытались сделать универсальными кораблями. Они должны были и служить разведчиками при эскадре и действовать на коммуникациях и выполнять роль колониальных крейсеров. Определённое влияние на проект оказал также опыт японо-китайской войны, в результате чего крейсера решили вооружить крупнокалиберными орудиями в башенных установках.

## Конструкция

### Силовая установка
Силовая установка всех пяти кораблей состояла из трёх вертикальных 4-цилиндровых паровых машин тройного расширения производства AG Vulcan. Пар вырабатывали двенадцать угольных водотрубных котлов разных производителей, за исключением «Ганзы», имевшей восемнадцать котлов. У Виктории-Луизы и Винеты были котлы Дюрра, у Фрейи — котлы Niclausse, а у Герты — котлы Бельвиля. «Ганза» была оснащена восемнадцатью поперечными котлами Бельвиля. Котлы Никлосса во Фрее оказались особенно проблемными, из-за чего ВМФ стал использовать в дальнейшем только котлы сначала Шульца, потом Шульца-Торникрофта под общим названием котлы морского типа. Котлы были объединены в три трубы, однако после модернизации в 1905—1908 годах они были объединены в две.
Машины имели мощность 10 000 лошадиных сил при максимальной скорости 19,5 узла (36,1 км/ч) для первой тройки и 18,5 узлов (34,3 км/ч) для последних двух. В нормальный запас топлива составлял 950 т (930 длинных тонн) угля, что давало им дальность плавания 3412 морских миль (6319 км) на ходу 12 узлов (22 км/ч). Более эффективные котлы морского типа, установленные в 1905—1911 годах, увеличили дальность плавания до 3840 морских миль (7110 км) при той же скорости.
«Виктория Луиза» и «Герта» были оснащены четырьмя электрогенераторами общей мощностью от 224 до 271 кВт при напряжении 110 В; последние три корабля имели три генератора общей мощностью от 169 до 183 кВт при напряжении 110 В.

## Служба
| Наименование     | верфь               | дата закладки | дата спуска         | вступление в строй   |
| ---------------- | ------------------- | ------------- | ------------------- | -------------------- |
| «Виктория Луизе» | «Везер», Бремен     | 1896 год      | 29 марта 1897 года  | 20 февраля 1898 года |
| «Герта»          | «Вулкан», Штеттин   | 1896 год      | 14 апреля 1897 года | 23 июля 1898 года    |
| «Фрейя»          | верфь ВМФ в Данциге | 1896 год      | 27 апреля 1897 года | октябрь 1898 года    |
| «Винета»         | верфь ВМФ в Данциге | 1896 год      | 14 апреля 1897 года | 13 августа 1899 года |
| «Ганза»          | «Вулкан», Штеттин   | 1896 год      | 12 марта 1898 года  | 20 апреля 1899 года  |

После вступления в строй использовались, в основном, в качестве учебных. Первоначально были трёхтрубными, но после ремонта в 1905—1913 стали двухтрубными. С началом боевых действий несли службу по береговой охране. В 1915 г. «Виктория Луиза» была переоборудована в минный заградитель, а в 1920 году — в грузовое судно. «Герта» с 1915 г. служила блошливом при воздушной станции в Фленсбурге. Остальные корабли находились в отстое и после войны сданы на слом.